# Liste der Ständeräte des Kantons Nidwalden
Diese Liste zeigt alle Mitglieder des Ständerates aus dem Kanton Nidwalden seit der Gründung des Bundesstaates im Jahr 1848 bis heute.

## Parteiabkürzungen
- CVP: Christlichdemokratische Volkspartei
- FDP: FDP.Die Liberalen
- KCV: Konservativ-Christlichsoziale Volkspartei
- KVP: Schweizerische Konservative Volkspartei

## Ständeräte
| Name                     | Partei/Fraktion         | Amtszeit            | Geboren | Gestorben |
| ------------------------ | ----------------------- | ------------------- | ------- | --------- |
| Eduard Amstad            | KCV/CVP                 | 1967–1976           | 1922    | 2015      |
| Josef Maria Amstad       | Katholisch-Konservative | 1884–1894           | 1846    | 1926      |
| Joseph Maria Bünter      | Katholisch-Konservative | 1848–1851           | 1808    | 1892      |
| Werner Christen          | KVP/KCV                 | 1947–1967           | 1895    | 1969      |
| Ferdinand Jann           | Katholisch-Konservative | 1851–1855           | 1812    | 1874      |
| Karl Jann                | Katholisch-Konservative | 1855–1857           | 1814    | 1877      |
| Remigi Joller            | KVP                     | 1937–1947           | 1891    | 1960      |
| Jakob Keyser             | Katholisch-Konservative | 1857–1861 1868–1876 | 1818    | 1876      |
| Niklaus Lussi            | Katholisch-Konservative | 1877–1884           | 1825    | 1897      |
| Paul Niederberger        | CVP                     | 2007–2015           | 1948    |           |
| Peter-Josef Schallberger | CVP                     | 1990–1999           | 1932    | 2010      |
| Marianne Slongo          | CVP                     | 1999–2007           | 1948    |           |
| Hans Wicki               | FDP                     | 2015–               | 1964    |           |
| Jakob Konstantin Wyrsch  | KVP                     | 1894–1925           | 1842    | 1933      |
| Walter Zelger            | Katholisch-Konservative | 1861–1868           | 1826    | 1874      |
| Norbert Zumbühl          | CVP                     | 1977–1990           | 1919    | 2000      |
| Anton Zumbühl            | KVP                     | 1925–1937           | 1863    | 1947      |

## Quelle
- Datenbank aller Ratsmitglieder